# Campionats del món de ciclocròs de 1976
Els Campionats del món de ciclocròs de 1976 foren la 27a edició dels mundials de la modalitat de ciclocròs i es disputaren el 25 de gener de 1976 a Chazay-d'Azergues, Roine, França. Es disputaren dues proves masculines.

## Resultats
| Prova                   | Or                       | Or         | Plata                       | Plata    | Bronze                         | Bronze   |
| Cursa elit masculina    | Albert Zweifel · Suïssa  | 1h 07' 30" | Peter Frischknecht · Suïssa | + 1' 30" | André Wilhelm · França         | + 2' 33" |
| Cursa amateur masculina | Klaus-Peter Thaler · RFA | 1h 07' 01" | Robert Vermeire · Bèlgica   | + 50"    | Ekkehard Teichreber · Alemanya | + 1' 28" |

## Classificacions

### Classificació de la prova masculina elit
| Pos. | Ciclista           | País          | Temps      |
| ---- | ------------------ | ------------- | ---------- |
|      | Albert Zweifel     | Suïssa        | 1h 07' 30" |
|      | Peter Frischknecht | Suïssa        | + 1' 30"   |
|      | André Wilhelm      | França        | + 2' 33"   |
| 4    | Cyrille Guimard    | França        | + 3' 11"   |
| 5    | Marc De Block      | Bèlgica       | + 3' 50"   |
| 6    | Eric Desruelle     | Bèlgica       | + 4' 06"   |
| 7    | Hermann Gretener   | Suïssa        | + 4' 30"   |
| 8    | Gerrit Scheffer    | Països Baixos | + 4' 36"   |
| 9    | Albert Van Damme   | Bèlgica       | + 4' 58"   |
| 10   | Gertie Wildeboer   | Països Baixos | + 5' 39"   |

### Classificació de la prova masculina amateur
| Pos. | Ciclista            | País           | Temps      |
| ---- | ------------------- | -------------- | ---------- |
|      | Klaus-Peter Thaler  | RFA            | 1h 07' 01" |
|      | Robert Vermeire     | Bèlgica        | + 50"      |
|      | Ekkehard Teichreber | RFA            | + 1' 28"   |
| 4    | Vojtěch Červínek    | Txecoslovàquia | + 1' 30"   |
| 5    | Franco Vagneur      | Itàlia         | + 2' 12"   |
| 6    | Willy Lienhard      | Suïssa         | + 2' 50"   |
| 7    | Miloš Fišera        | Txecoslovàquia | + 3' 01"   |
| 8    | Jean-Yves Plaisance | França         | + 3' 10"   |
| 9    | Wil Brouwers        | Països Baixos  | + 3' 12"   |
| 10   | Hennie Stamsnijder  | Països Baixos  | + 3' 48"   |

## Medaller
| Pos. | País    | Or | Plata | Bronze | Total |
| 1    | Suïssa  | 1  | 1     | 0      | 2     |
| 2    | RFA     | 1  | 0     | 1      | 2     |
| 3    | Bèlgica | 0  | 1     | 0      | 1     |
| 4    | França  | 0  | 0     | 1      | 1     |